# Сборная Зимбабве по крикету
Сборная Зимбабве по крикету (англ. Zimbabwe national cricket team) представляет Республику Зимбабве в международных тестовых матчах, а также матчах ODI и Twenty20 по крикету. Команда управляется национальной крикетной федерацией — Zimbabwe Cricket. Сборная впервые получила тестовый статус в 1992 году, причём в 2005 году команда лишилась места в элите. Возвращение Зимбабве в большой крикет состоялось лишь в 2011 году.
Зимбабвицы приняли участие в восьми розыгрышах чемпионата мира ODI, лучшее достижение Зимбабве — пятое место в 1999 году. В 2000 году африканцы смогли выйти в четвертьфинал Чемпионс Трофи. Кроме того, команда трижды выигрывала ICC Трофи (1982, 1986, 1990), проводимый среди неполных членов Международного совета крикета.
Команда провела 91 тестовый матч, 10 из которых завершились победой африканских спортсменов, в 55 встречах сборная уступила, ещё 26 игр не выявили победителя (ничья-дроу).

## Выступления

### Чемпионат мира ODI
- 1975: не участвовали
- 1979: не участвовали
- 1983: 1-й раунд
- 1987: 1-й раунд
- 1992: 9-е место
- 1996: 1-й раунд
- 1999: 5-е место
- 2003: 6-е место
- 2007: 1-й раунд
- 2011: 1-й раунд

### Чемпионс Трофи
- 1998: 1-й раунд
- 2000: четвертьфинал
- 2002: 1-й раунд
- 2004: 1-й раунд
- 2006: 10-е место
- 2009: не участвовали
- 2013: не участвовали

### Чемпионат мира Twenty20
- 2007: 1-й раунд
- 2009: отказались от участия
- 2010: 1-й раунд
- 2012: 1-й раунд

### ICC Трофи
- 1979: не участвовали
- 1982: победа
- 1986: победа
- 1990: победа
- 1994—н. в.: полный член Международного совета, участие запрещено

## Результаты и рекорды
| Игрок            | Раны | В среднем |
| ---------------- | ---- | --------- |
| Энди Флауэр      | 4794 | 51.94     |
| Грант Флауэр     | 3457 | 29.54     |
| Алистер Кэмпбелл | 2858 | 27.21     |
| Гай Уиттолл      | 2207 | 29.42     |
| Хит Стрик        | 1990 | 22.35     |
| Стюарт Карлайл   | 1615 | 26.91     |
| Татенда Таибу    | 1540 | 31.42     |
| Дэйв Хоутон      | 1464 | 43.05     |
| Марри Гудвин     | 1414 | 42.84     |

| Игрок         | Калитки | В среднем |
| ------------- | ------- | --------- |
| Хит Стрик     | 216     | 28.14     |
| Рэй Прайс     | 79      | 35.92     |
| Пол Стрэнг    | 70      | 36.02     |
| Генри Олонга  | 68      | 38.52     |
| Брайан Стрэнг | 56      | 39.33     |
| Энди Блиньо   | 53      | 37.05     |
| Гай Уиттолл   | 51      | 40.94     |
| Помми Мбангва | 32      | 31.43     |
| Дэвид Брейн   | 30      | 30.50     |

| Игрок              | Раны | В среднем |
| ------------------ | ---- | --------- |
| Энди Флауэр        | 6786 | 35.34     |
| Грант Флауэр       | 6571 | 33.52     |
| Алистер Кэмпбелл   | 5185 | 30.50     |
| Брендан Тейлор     | 3985 | 34.65     |
| Татенда Таибу      | 3287 | 29.34     |
| Хэмилтон Масакадза | 2994 | 27.46     |
| Хит Стрик          | 2901 | 28.44     |
| Стюарт Карлайл     | 2740 | 27.67     |
| Гай Уиттолл        | 2705 | 22.54     |

| Игрок           | Калитки | В среднем |
| --------------- | ------- | --------- |
| Хит Стрик       | 237     | 29.81     |
| Проспер Утсея   | 107     | 46.58     |
| Грант Флауэр    | 104     | 40.62     |
| Рэй Прайс       | 97      | 35.07     |
| Пол Стрэнг      | 96      | 33.05     |
| Гай Уиттолл     | 88      | 39.55     |
| Элтон Чигумбура | 82      | 39.98     |
| Гэри Брент      | 75      | 37.01     |
| Эддо Брандс     | 70      | 32.37     |

| Игрок              | Раны | В среднем |
| ------------------ | ---- | --------- |
| Хэмилтон Масакадза | 444  | 24.66     |
| Чаму Чибхабха      | 370  | 24.66     |
| Брендан Тейлор     | 295  | 29.50     |
| Элтон Чигумбура    | 252  | 15.75     |
| Татенда Таибу      | 232  | 29.00     |

| Игрок           | Калитки | В среднем |
| --------------- | ------- | --------- |
| Проспер Утсея   | 16      | 23.56     |
| Рэй Прайс       | 13      | 22.00     |
| Элтон Чигумбура | 13      | 24.30     |
| Грэм Кример     | 7       | 17.00     |
| Крис Мпофу      | 7       | 45.42     |